# Obrączka hodowlana
Obrączka hodowlana – metalowy lub plastikowy pierścień z wytłoczonym napisem zakładany na nogę ptaka. W odróżnieniu od obrączki ornitologicznej nie są zaciskowe przez co muszą być zakładane pisklętom.